# Jonathan Barry
Jonathan Renaldo Barry (sinh 20 tháng 6 năm 1988) là 1 vận động viên cricket người Bahamas. Barry là 1 right-handed batsman và ném kiểu right-arm medium pace.
Barry chơi trận Twenty20 đầu tiên cho Bahamas với đội Cayman Islands ở vòng 1 giải 2006 Stanford 20/20. Anh chơi trận Twenty20 thứ 2 và cũng là cuối cùng cho Bahamas ở vòng 1 giải 2008 Stanford 20/20 đối đầu với Jamaica.
Barry đại diện cho Bahamas ở giải 2008 ICC World Cricket League Division Five và 2010 ICC Americas Championship Division 2.  Barry đã tham dự giải 2010 ICC Americas Championship Division 1.

## Liên kết khác
- Jonathan Barry at Cricinfo
- Jonathan Barry at CricketArchive